# Нижняя Троица (на правом берегу Медведицы)
Нижняя Троица — деревня в Кашинском городском округе Тверской области.

## География
Находится в юго-восточной части Тверской области на расстоянии приблизительно 16 км на юго-запад по прямой от города Кашин на правом берегу реки Медведица.

## История
На карте 1978 года показана еще как несколько безымянных построек. До 2018 года входила в состав ныне упразднённого Булатовского сельского поселения.

## Население
Численность населения: 2 человека (русские 100 %) в 2002 году, 1 в 2010.